# Usubaia liparae
Usubaia liparae är en stekelart som beskrevs av Kamijo 1983. Usubaia liparae ingår i släktet Usubaia och familjen puppglanssteklar. Inga underarter finns listade i Catalogue of Life.